# Antocha attenuata
Antocha attenuata är en tvåvingeart som beskrevs av Alexander 1969. Antocha attenuata ingår i släktet Antocha och familjen småharkrankar. Inga underarter finns listade i Catalogue of Life.